# 8gy busz (Budapest)
A budapesti 8-as (gyors 8-as) jelzésű autóbusz a  Március 15. tér és a Kis Ferenc tér között közlekedett. A vonalat a Budapesti Közlekedési Vállalat üzemeltette.

## Története
1973. szeptember 3-ától 108-as jelzéssel gyorsjárat indult a Március 15. tér és Kis Ferenc tér között a 8A busz helyett. 1977. január 1-jén a 8-as jelzést kapta.
1983. február 28-án a 8-as megszűnt, helyette a 8-as jelzésű alapjárat és ismét annak 8A jelzésű betétjárata közlekedett.

## Útvonala
| Kis Ferenc tér felé | Március 15. tér felé |
| --- | --- |
| Március 15. tér vá. – Piarista köz – Váci utca – Szabadsajtó út – Erzsébet híd – Döbrentei tér – Hegyalja út – Németvölgyi út – Érdi út – Kis Ferenc tér vá. | Kis Ferenc tér vá. – Érdi út – Németvölgyi út – Hegyalja út – Döbrentei tér – Erzsébet híd – Szabadsajtó út – Váci utca – Március 15. tér vá. |

## Megállóhelyei
Az átszállási kapcsolatok között a 8-as busz nincsen feltüntetve.
| 0  | Március 15. tér végállomás                          | 15 | 2, 5, 5, 15, 109, 112 2, 2A |
| 5  | Czakó utca (↓) Sánc utca (↑)                        | 10 | 78, 112                     |
| 8  | Alkotás utca (↓) Budaörsi út (↑) (ma BAH-csomópont) | 7  | 12, 112 61                  |
| 11 | Vas Gereben utca (↓) Sion lépcső (↑)                | 4  |                             |
| 13 | Temető, főbejárat                                   | 2  | 59                          |
| 15 | Kis Ferenc tér végállomás (ma Márton Áron tér)      | 0  | 53 59                       |